# Ava Reed
Ava Reed (eigentlich Sabrina Scherer; * 16. Juni 1987 in Saarbrücken) ist eine deutsche Schriftstellerin von Kinder- und Jugendliteratur, Liebesromanen und Fantasyliteratur.

## Leben
Sabrina Scherer studierte Geschichte und Katholische Theologie für das Lehramt in Haupt- und Realschulen und absolvierte das 1. Staatsexamen. Seitdem arbeitet Scherer als Schriftstellerin und lebt in Friedberg (Hessen).

## Literarisches Wirken
Scherer bloggt seit 2012 und seit 2014 nutzt sie das Pseudonym Ava Reed, unter dem sie ihre Bücher veröffentlicht, einen Buchblog und einen YouTube-Kanal betreibt.
Ihr erstes Buch Spiegelsplitter der Fantasy-Dilogie Die Spiegel-Saga erschien 2015 in Selbstpublikation über Books on Demand, der mit dem zweiten Band Spiegelstaub 2015 und 2016 im Impress-Label des Carlsen Verlags publiziert wurde. Es folgten Veröffentlichungen in den Genres Fantasy, Romantische Literatur oder Jugendliteratur im Drachenmond Verlag, Oetinger Verlag, Loewe Verlag und im Bastei Lübbe (LYX). Beide Hardcover-Bände der 2019 und 2020 erschienenen Dilogie Ashes and Souls schafften es auf die Spiegel-Bestsellerliste, sowie sich jeder Band der Liebesroman-Trilogie In Love in der Kategorie Paperback Belletristik platzieren konnte: Truly erreichte 2020 Platz neun, Madly Platz drei und Deeply kam 2021 auf Rang vier.

## Auszeichnungen
- 2016: LovelyBooks Leserpreis in Gold in der Kategorie Fantasy & Science Fiction für Mondprinzessin[7]
- 2019: LovelyBooks Leserpreis in Gold in der Kategorie Jugendbuch/Belletristik für Alles. Nichts. Und ganz viel dazwischen[8]
- 2020: LovelyBooks Leserpreis in Bronze in der Kategorie Young Adult Belletristik für Wenn ich die Augen schließe[5]
- 2022: LovelyBooks Community Award Silber in der Kategorie Bestes Buchcover für Whitestone Hospital – High Hopes

## Werke
- Die Spiegel-Saga – Spiegelsplitter. Carlsen Verlag, Hamburg 2015, ISBN 978-3-551-30044-7.
- Die Spiegel-Saga – Spiegelstaub. Carlsen Verlag, Hamburg 2016, ISBN 978-3-551-30050-8.
- For Good: Über die Liebe und das Leben. Drachenmond Verlag, Hürth 2016, ISBN 978-3-95991-961-6.
- Mondprinzessin. Drachenmond Verlag, Hürth 2016, ISBN 978-3-95991-316-4.
- Mondlichtkrieger. Drachenmond Verlag, Hürth 2018, ISBN 978-3-95991-416-1.
- Das schwarze Buch, in: Von Fuchsgeistern und Wunderlampen, Hrsg.: Christian Handel. Drachenmond Verlag, Hürth 2018, ISBN 978-3-95991-800-8
- Wir fliegen, wenn wir fallen. Oetinger, Hamburg 2018, ISBN 978-3-8415-0542-2.
- Die Stille meiner Worte. Oetinger, Hamburg 2019, ISBN 978-3-8415-0594-1.
- Alles. Nichts. Und ganz viel dazwischen. Oetinger, Hamburg 2020, ISBN 978-3-8415-0645-0.
- Ashes and Souls – Schwingen aus Rauch und Gold. Loewe Verlag, Bindlach 2019, ISBN 978-3-7432-0251-1.
- Ashes and Souls – Flügel aus Feuer und Finsternis. Loewe Verlag, Bindlach 2020, ISBN 978-3-7432-0252-8.
- Wenn ich die Augen schließe. Loewe Verlag, Bindlach 2020, ISBN 978-3-7432-0253-5.
- Nur ein Wort mit sieben Buchstaben Loewe Verlag, Bindlach 2023, ISBN 978-3-7432-0874-2.

### In Love-Reihe
- In Love – Truly. Bastei Lübbe, Köln 2020, ISBN 978-3-7363-1253-1.
- In Love – Madly. Bastei Lübbe, Köln 2020, ISBN 978-3-7363-1254-8.
- In Love – Deeply. Bastei Lübbe, Köln 2021, ISBN 978-3-7363-1367-5.

### Whitestone-Hospital-Reihe
- Whitestone Hospital – High Hopes. Bastei Lübbe, Köln 2022, ISBN 978-3-7363-1547-1.
- Whitestone Hospital – Drowning Souls. Bastei Lübbe, Köln 2023, ISBN 978-3-7363-1654-6.
- Whitestone Hospital – Tough Choices. Bastei Lübbe, Köln 2023, ISBN 978-3-7363-1825-0.
- Whitestone Hospital – Saved Dreams. Bastei Lübbe, Köln 2024, ISBN 978-3-7363-1826-7.